# Turné 2011: Banditi di Praga
Turné 2011: Banditi di Praga bylo koncertní turné české rockové skupiny Kabát. Turné bylo halové a pódium bylo umístěné ve středech hal stejně tak jako v roce 2002.

## Setlist
1. Banditi di Praga
2. V pekle sudy válej
3. Buldozerem
4. Don Pedro von Poltergeist
5. Dávám ti jeden den
6. Malá dáma
7. Dole v dole
8. Piju já, piju rád
9. Kávu si osladil (pro Frantu)
10. Na sever
11. Go satane go
12. Kalamity Jane
13. Wonder
14. Shořel náš dům
15. Stará Lou
16. Starej bar
17. Bum bum tequilla
18. Ebenový hole
19. Kdeco nám zachutná
20. Lady Gag a Rin
21. Šaman
22. Bára
23. Porcelánový prasata
24. Kdoví jestli
Přídavek
25. Burlaci
26. Žízeň
27. Pohoda
28. Moderní děvče

## Turné v datech
| Datum           | Město            | Stát      | Místo                          |
| --------------- | ---------------- | --------- | ------------------------------ |
| 2. března 2011  | Břeclav          | Česko     | Zimní stadion Břeclav          |
| 8. března 2011  | Uherské Hradiště | Česko     | Zimní stadion Uherské Hradiště |
| 11. března 2011 | Košice           | Slovensko | Steel Aréna                    |
| 14. března 2011 | Brezno           | Slovensko | Aréna Brezno                   |
| 17. března 2011 | Ostrava          | Česko     | Ostravar Aréna                 |
| 19. března 2011 | Brno             | Česko     | Brněnské výstaviště            |
| 22. března 2011 | Hradec Králové   | Česko     | Zimní stadion Hradec Králové   |
| 1. dubna 2011   | Liberec          | Česko     | Home Credit Aréna              |
| 5. dubna 2011   | Ústí nad Labem   | Česko     | Zimní stadion Ústí nad Labem   |
| 8. dubna 2011   | Jihlava          | Česko     | Horácký zimní stadion          |
| 12. dubna 2011  | Plzeň            | Česko     | Home Monitoring Aréna          |
| 15. dubna 2011  | Karlovy Vary     | Česko     | KV Arena                       |
| 18. dubna 2011  | České Budějovice | Česko     | Budvar aréna                   |
| 21. dubna 2011  | Praha            | Česko     | O2 Aréna                       |
| 23. dubna 2011  | Pardubice        | Česko     | ČSOB pojišťovna ARENA          |
| 26. dubna 2011  | Zlín             | Česko     | Zimní stadion Luďka Čajky      |
| 29. dubna 2011  | Olomouc          | Česko     | Zimní stadion Olomouc          |

## Sestava
- Josef Vojtek – zpěv
- Milan Špalek – baskytara, doprovodné vokály, zpěv
- Ota Váňa – kytara, doprovodné vokály
- Tomáš Krulich – kytara, doprovodné vokály
- Radek „Hurvajs“ Hurčík – bicí, doprovodné vokály